# 里甘·韦尔
里甘·韦尔（英語：Regan Ware，1994年8月7日—），新西兰男子橄榄球运动员。他曾代表新西兰七人制国家队参加2016年和2020年夏季奥林匹克运动会七人制橄榄球比赛，获得一枚银牌。